# Sint-Catharina van Wakken
De heilige Catharina van Wakken is samen met de heilige Petrus de patroonheilige van de parochie Wakken. Het beeld van Catharina van Alexandrië is op verschillende plaatsen vinden in Wakken zoals in de Sint-Petrus en Sint-Catharinakerk en in de Sint-Catharinakapel. Catharina is op enkele antieke schilderijen vereeuwigd en haar beeld schraagt al eeuwen de preekstoel in de kerk. De oude 'Sinte-Catharinakapel' is al vermeld in 1455. Ter ere van deze heilige ging er die tijd elk jaar een processie of Ommegang door.

## Ligging
De beelden van Sint-Catharina in Wakken staan in de Sint-Petrus en Sint-Catharinakerk op de Wapenplaats in Wakken. De Sint-Catharinakapel is te vinden op de hoek van de Kapellestraat en de Ommegangstraat.

## Beschrijving
Het beeld kenmerkt zich door het wiel die Catharina bij zich houdt. Catharina van Alexandrië is volgens de overlevering gemarteld op een rad met ijzeren pinnen. Catharina was volgens de legende een intellectuele maagd die heidense filosofen bekeerde tot het christelijk geloof. Ze kende op haar 15e alle werken van Plato. Aan het begin van de vierde eeuw zou ze door de marteldood zijn gestorven. Haar feestdag is in 1969 afgevoerd omdat sommige historici niet geloven dat Sint-Catharina echt leefde.
Ze is de patrones van onder andere universiteiten, bibliotheken, filosofen en theologen en op grond van het rad uit haar martelgeschiedenis van alle ambachtslieden waar draaibewegingen aan verbonden zijn zoals molenaars, pottenbakkers, wiel- en wagenmakers, spinners en spinsters...

## Voorspraak tegen ringworm
Vroeger en nu gaan mensen van heide en ver de patrones vereren en roepen ze de voorspraak in tegen het 'katrienenwiel', een huidschimmel in de vorm van een ringworm, ook wel het katrienenrad genoemd. Naast het beeld van de heilige Catharina in de kerk zijn er rond de kerk devotiekapelletjes die Catharina vereren. Bedevaarders doen een noveen. De negendaagse gebedscyclus start met een rondgang in en rond de kerk. Daarna bidt men elke dag een tientje van een rozenkrans. Daarna zou het katrienenwiel verdwijnen.

## Een oud Catharinalied
Er werd een oud Catharinalied gevonden, de zangwijze is onbekend en men zou dankbaar zijn moest er een partituur kunnen bezorgd worden aldus Juul Desmet (Wakken).

 Catharina die heur bloed, tot getuigenis heeft gegeven, voor 't geloof en 't eeuwig leven ons een voorbeeld wezen moet. Zij heeft voor de deugd gestreden en de bittere dood geleden. Want die 't lijden hier ontziet 'n verdient den hemel niet (2X) Catharina nog een kind, en van heur jongste jaren, neffens die ondeugend waren, heeft de ware deugd bemind. Hoe 'n zou het ons niet schamen waar 't dat wij niet achter kwamen. Want enz. Catharina wijs geleerd in de zaken Gods aangaande, tussen boze ketters staande heeft die allemaal bekeerd. Maar al zulke zegenpralen, moest zij met de dood betalen. Want enz. Catharina door uw dood, door uw bloed en door uw lijden, sta ons bij 't zijn slechte tijden, sta ons bij 't zij kleen of groot opdat wij hier God behagen, en hierna de krone dragen. Want enz.Er is nooit een document van cultuur dat niet tevens een document van de barbaarsheid is.
— Oud Catharinalied

## Galerij

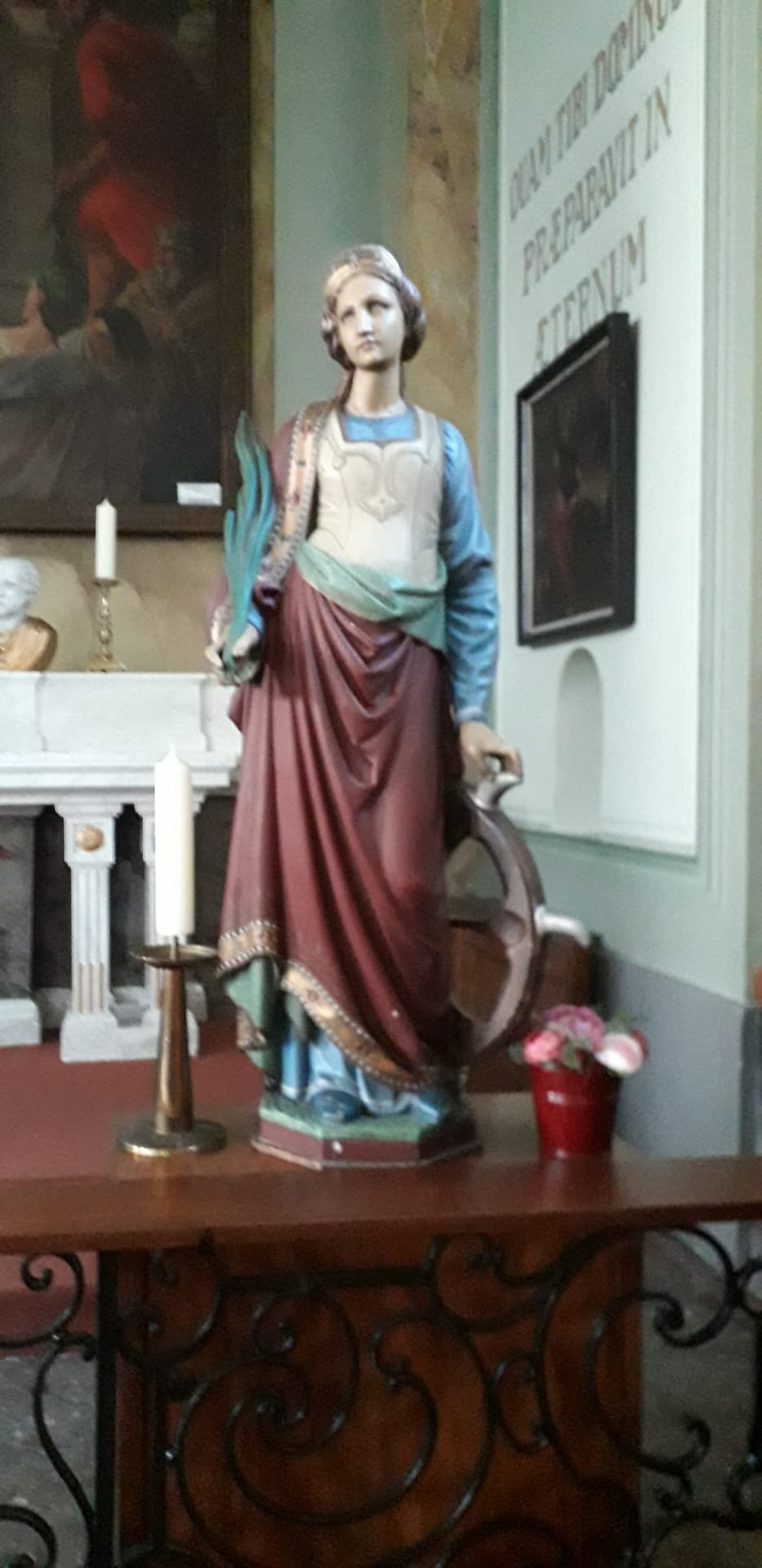
Catharinabeeld in de kerk van Wakken
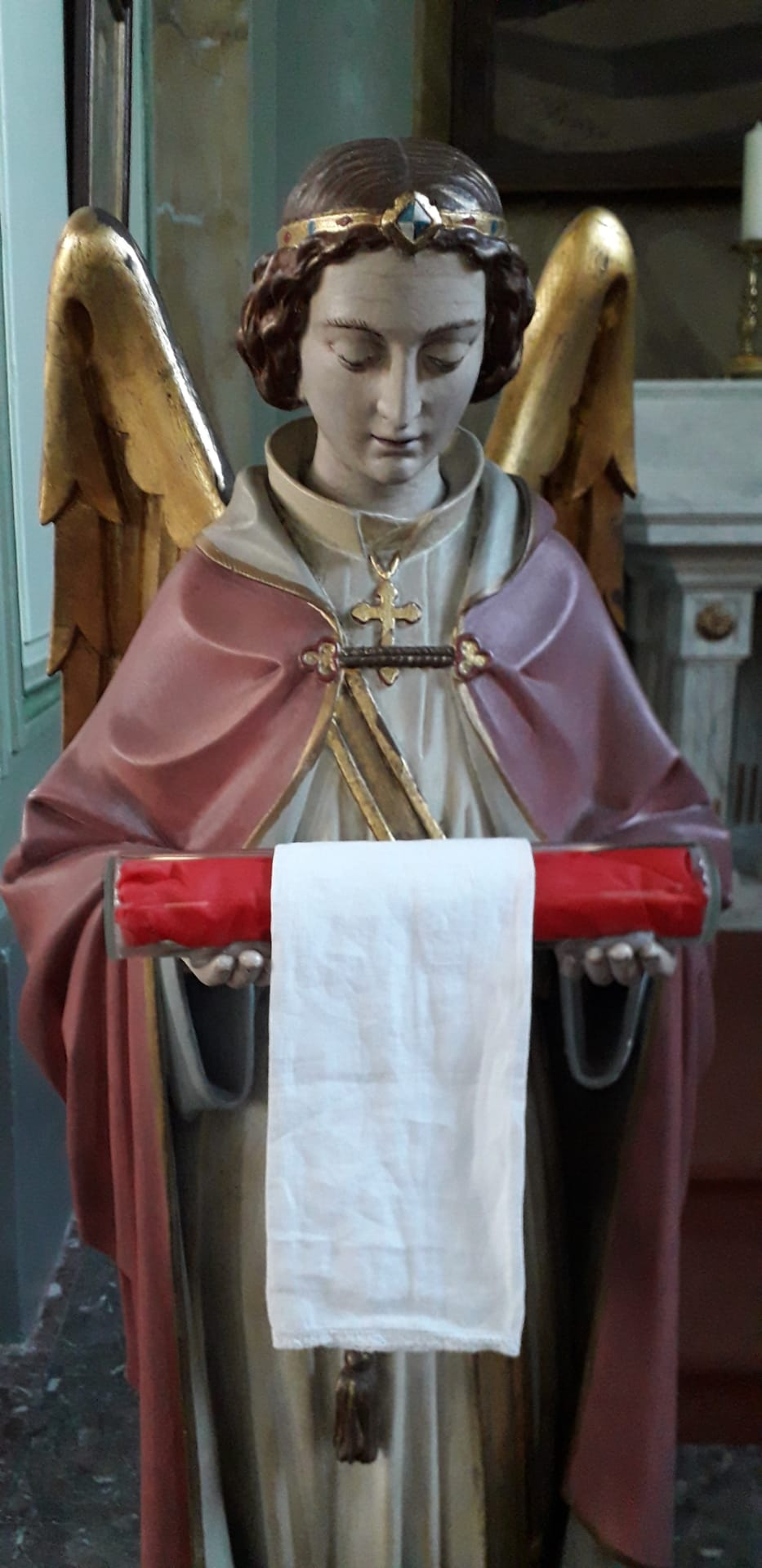
Relikwie in de kerk van Wakken
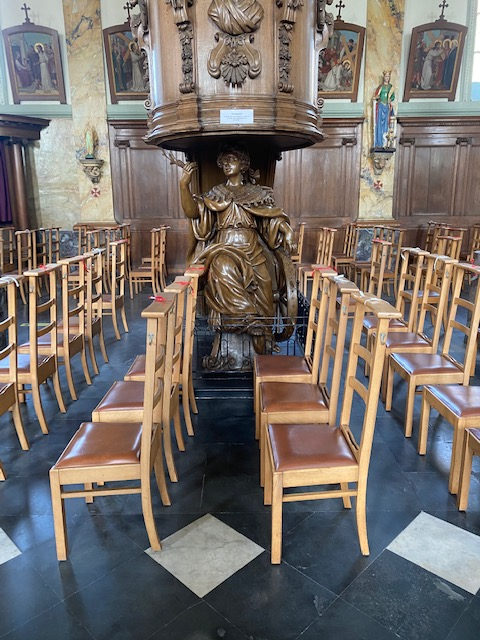
De preekstoel rust op de heilige Catharina, gemaakt in 1734.
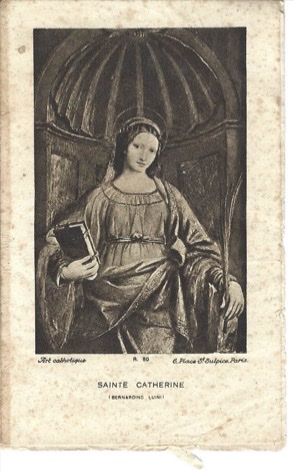
Gebedsprentje uit 1931
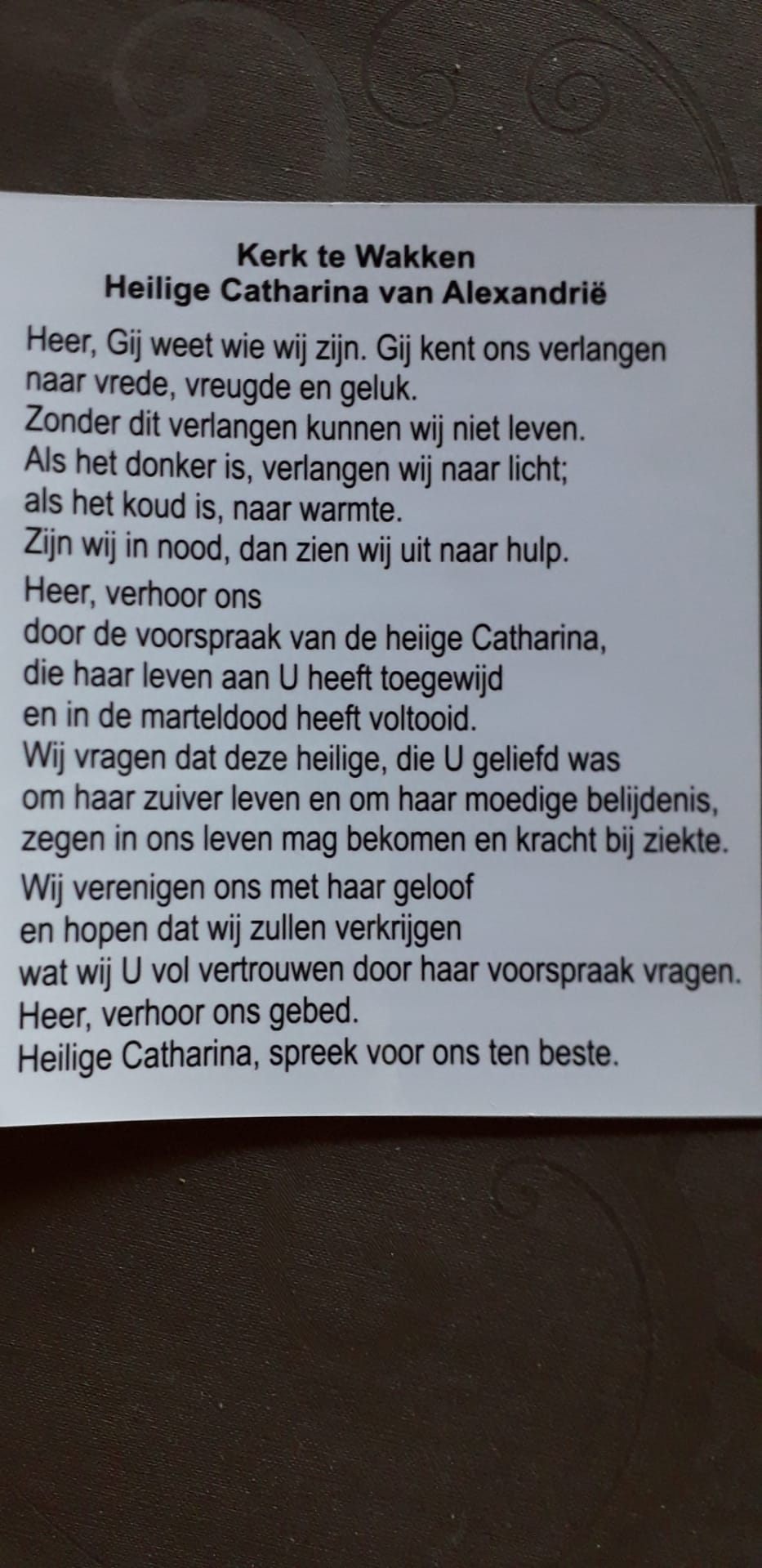
Het huidige gebedsprentje in de kerk van Wakken
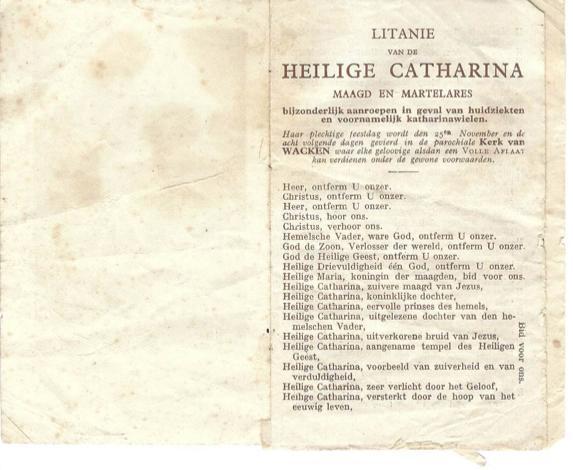
Gebedsprentje uit 1931
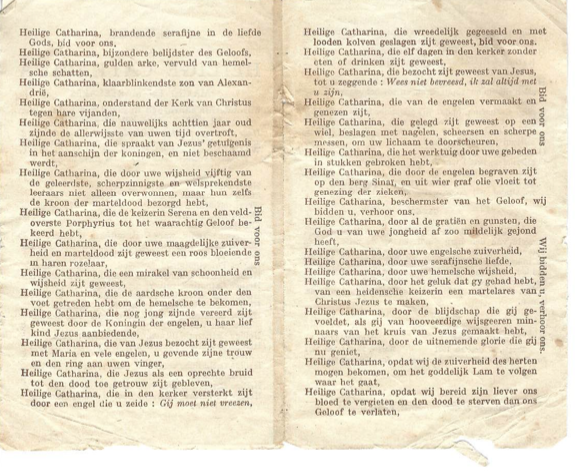
Gebedsprentje uit 1931
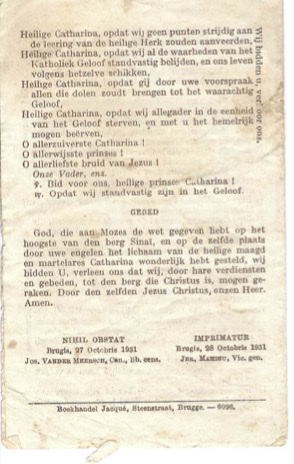
Gebedsprentje uit 1931
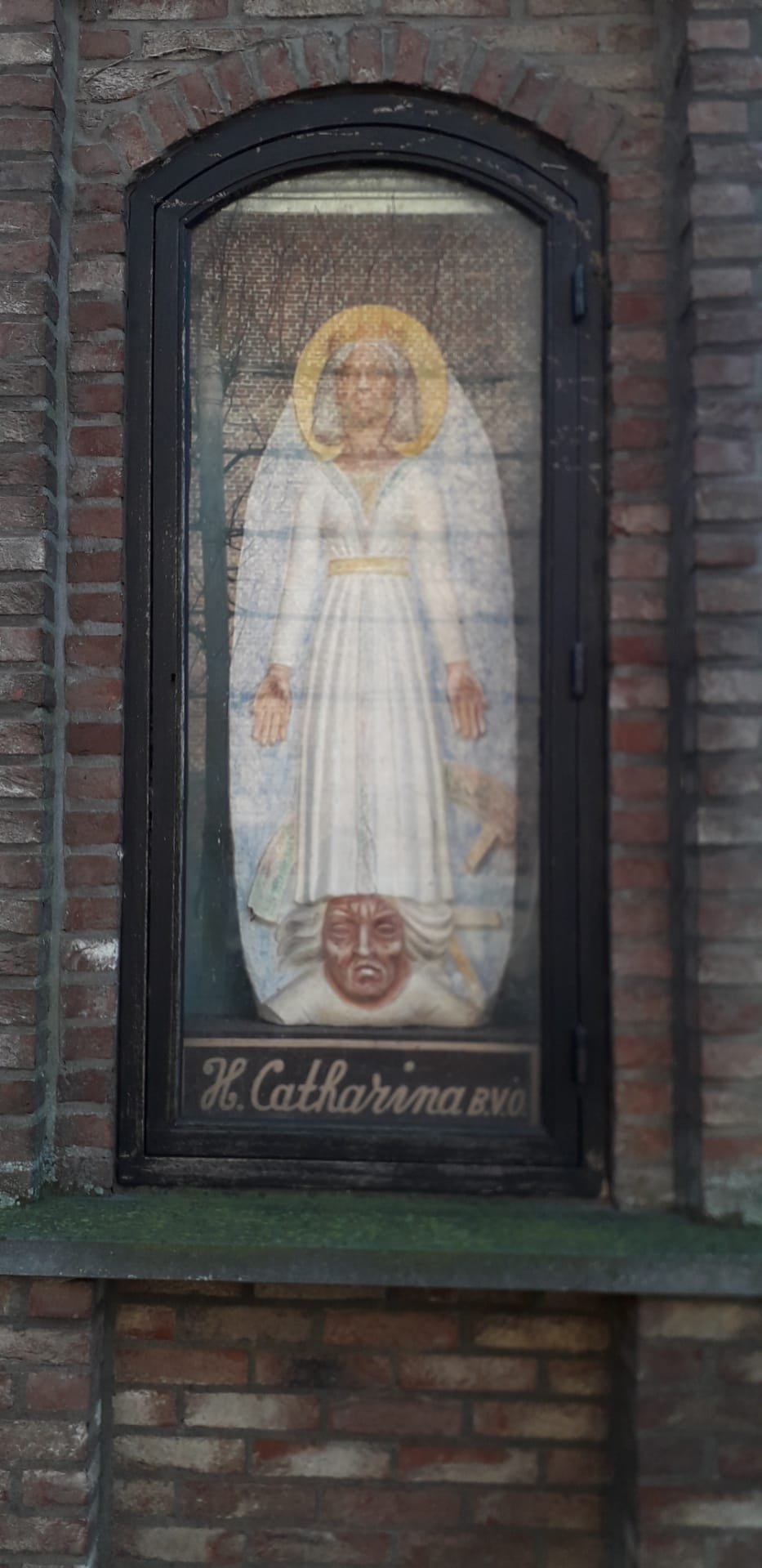
Devotiekapel rond de kerk in Wakken
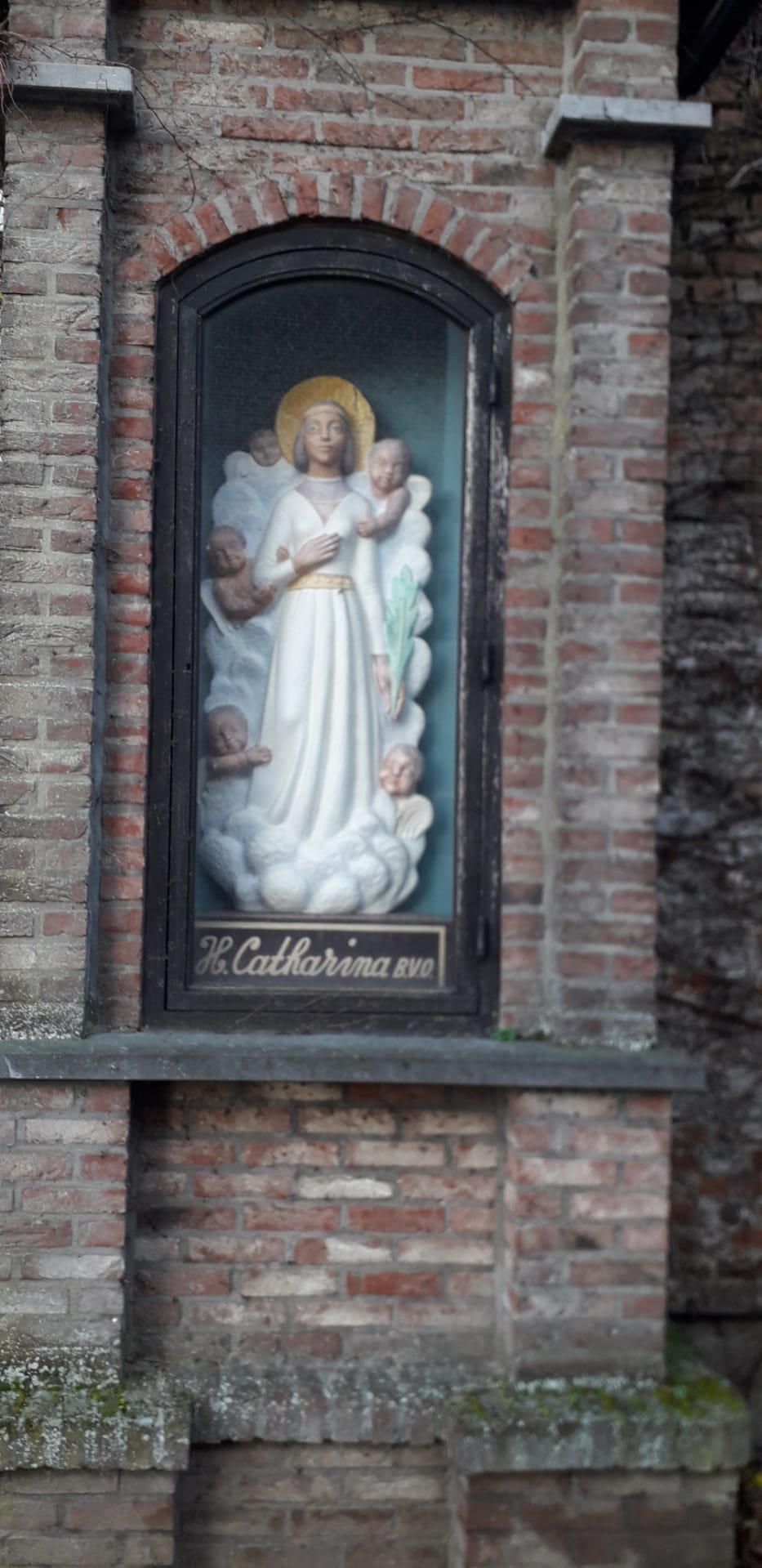
Devotiekapelletje rond de kerk van Wakken
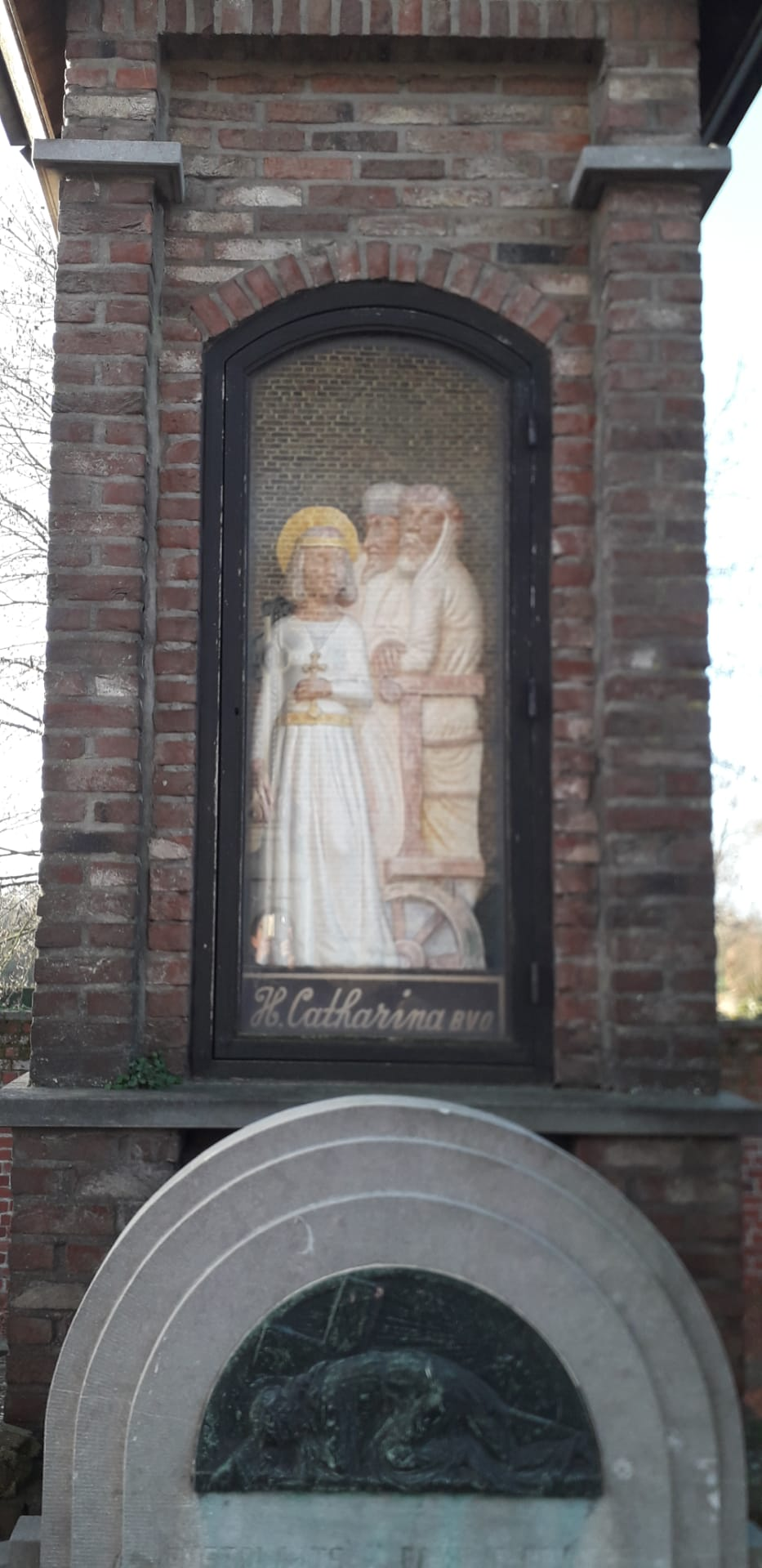
Devotiekapel
- Kapel van de heilige Catharina op de hoek van de Ommegang- en de Kapellestraat
- Kapelinterieur